# Елізабет Мюррей
Елізабет Мюррей (англ. Elizabeth Murray; 6 вересня 1940, Чикаго, Іллінойс, США — 12 серпня 2007, округ Вашингтон, штат Нью-Йорк, США) — американська художниця- абстракціоніст, живописець, скульптор, гравер. Її робота стилістично відноситься до постмінімалізму або «Другої абстракції». Спадщина Елізабет Мюррей запам'ятається гігантськими, пофарбованими в насичені кольори абсурдистськими асамбляжами.

## Життєпис
Елізабет Мюррей народилася в Чикаго в 1940 році, і дитинство її було тривожним; були навіть епізоди бездомності через хворобу батька.
Естетична чутливість прокинулася у ній рано. Згадуючи школу, Елізабет описувала випадок, коли розсерджений учитель густо списав червоним олівцем її аркуш із класним завданням. Цей досвід пояснив їй, що таке тілесна інтенсивність кольору .
У 1958 році Елізабет вступила до Художньої школи при Інституті Мистецтв у Чикаго. Своєю метою вона бачила швидкий успіх на терені комерційного живопису, але одного разу вона з подивом виявила дивну привабливість натюрморту з яблуками Поля Сезанна у місцевому музеї. Дівчина намагалася щоразу по дорозі до школи зайти в музей, щоб прояснити, в чому тут фокус? Як вона згадувала, з нею це було вперше: розглядаючи картину, вона навіть на якийсь час втратила орієнтацію у просторі та в часі: — «Тоді я зрозуміла, що теж змогла б стати художником, якби осмілилася і наважилася».

Я виявила, коли я була ще зовсім юною, і намагалася знайти рівновагу у світі, а також місце, де я могла б врівноважити різні частини себе; я виявила, що мистецтво — саме найпридатніший для цього інструмент. Воно врятувало мені життя. Воно може дати притулок. Протягом кількох хвилин на день я можу розраховувати на нього, я можу вийти з себе та загубитися у своїй роботі; це допомагає розібратися зі світом та його протиріччями.
Оригінальний текст (англ.)
It’s the way I discovered when I was quite young of trying to find an equilibrium in the world, a place where I could balance out the different parts of myself. I think of art as a tool. It saved my life. It’s a way to escape. For a few minutes each day I can count on it, I can get out of myself and lose myself in my work. Most people can relate to that, when they’re doing something they really enjoy doing. And it helps you puzzle out the world, and all its contradictions, all the painful parts, all the hilarious parts. It’s soothing to me. And it’s the only time I feel I know what I am doing.— «BOMB»'62.
Наступний крок: одержаний грант на дворічний магістерський курс з образотворчого мистецтва, Елізабет вступає до Коледжу Міллс, в Окленді штату Каліфорнія в США. 1964 року вона отримала атестат магістра мистецтв (MFA). Наприкінці 1960-х років Мюррей приїхала до Нью-Йорка; а з 1970-х років почала реегулярно виставлятися у галереї Поли Купер.

## Фільм
«Усі знають… Елізабет Мюррей» — фільм Крісті Зі, який досліджує життя та творчість Мюррея, прем'єра якого відбулася на кінофестивалі Трайбека в 2016 році.